# 청송 병암서원
청송 병암서원(靑松 屛巖書院)은 대한민국 경상북도 청송군 부남면에 있다. 2009년 9월 1일 청송군의 문화유산 제2호로 지정되었다.

## 개요
율곡 이이와 사계 김장생의 방문을 기념코자 청송도호부사 이문징이 숙종28년(1702년)에 건립한 사액서원으로 대원군때 훼철후 1974년 현위치로 이건하였다.